# Canton de Ballon
Pour les articles homonymes, voir Ballon.
Le canton de Ballon est une ancienne division administrative française située dans le département de la Sarthe et la région Pays de la Loire.

## Géographie
Ce canton était organisé autour de Ballon dans l'arrondissement du Mans. Son altitude variait de 48 m (La Guierche) à 143 m (Beaufay) pour une altitude moyenne de 80 m.

## Représentation

### Conseillers généraux de 1833 à 2015
| Période | Période      | Identité                        | Étiquette     | Qualité |
| ------- | ------------ | ------------------------------- | ------------- | --- |
| 1833    | 1848         | Charles Drouet                  |               | Maître de forges à Sainte-Jamme-sur-Sarthe, propriétaire au Mans                                                          |
| 1848    | 1877         | Constant-Louis Paillard-Ducléré | Républicain   | Maire de Montbizot, député (1838-1848)                                                                                    |
| 1877    | 1905 (décès) | Constant-Jules Paillard-Ducléré | Républicain   | Ministre plénipotentiaire, maire de Montbizot (1880-1905), député (1881-1889)                                             |
| 1905    | 1916         | Auguste Hardouin                | Rad.          | Maire de Ballon |
| 1919    | 1925         | Victor Fouanon                  | Rad.          | Maire de Ballon |
| 1925    | 1939 (décès) | Casimir Rouzay                  | Rad.          | Maire de Sainte-Jamme-sur-Sarthe                                                                                          |
| 1939    | 1939 (décès) | Albert-Clément Jugan            | Rad.          | Agriculteur puis commerçant, maire de Beaufay (1925-1936)                                                                 |
| 1939    | 1940         | siège vacant                    |               | |
|         |              |                                 |               | |
| 1943    | 1945         | Adolphe Besnard                 | ?             | Maire de Teillé, nommé conseiller départemental en 1943                                                                   |
|         |              |                                 |               | |
| 1945    | 1976         | André Guérin (1900-1983)        | SFIO puis DVG | Maire de Sainte-Jamme-sur-Sarthe (1933-1971)                                                                              |
| 1976    | 2001         | Jean-Claude Boulard             | PS            | Conseiller d'État, député (1988-1993 et 1997-2002), maire du Mans (2001-2018), président de la communauté urbaine du Mans |
| 2001    | 2008         | Michel Terral                   | MPF           | Médecin à Ballon |
| 2008    | 2015         | Yannick Rebré                   | PS            | Responsable projets aux Mutuelles du Mans, conseiller municipal de Montbizot                                              |

### Conseillers d'arrondissement (de 1833 à 1940)
| Période                                  | Période      | Identité                                           | Étiquette | Qualité |
| ---------------------------------------- | ------------ | -------------------------------------------------- | --------- | --- |
| 1833                                     |              | Jean Bouvet (1796-1853)                            |           | Notaire à Ballon                                                                                            |
|                                          |              |                                                    |           | |
|                                          | 1882 (décès) | Gustave Augustin Gervais de Saint-Cher (1819-1882) |           | Maire de Saint-Jean-d'Assé                                                                                  |
| 1882                                     | 1884 (décès) | Pierre François Fouanon (1816-1884)                |           | Fabricant de chandelles et de toile à Ballon                                                                |
|                                          |              |                                                    |           | |
| 1922                                     | 1928         | Victor Leroy                                       |           | Maire de Courcemont, vice-président du comice agricole de Ballon                                            |
| 1928                                     | 1939         | Albert-Clément Jugan                               | Rad.      | Agriculteur puis commerçant, maire de Beaufay (1925-1936)                                                   |
| 1940                                     |              |                                                    |           | Les conseils d'arrondissement ont été suspendus par la loi du 12 octobre 1940 et n'ont jamais été réactivés |
| Les données manquantes sont à compléter. |              |                                                    |           | |

Jean-Claude Boulard a été nommé conseiller général honoraire du canton par arrêté préfectoral du 7 janvier 2003.
Le canton participe à l'élection du député de la cinquième circonscription de la Sarthe.

## Composition
Le canton de Ballon comptait 15 044 habitants en 2012 (population municipale) et regroupait treize communes :
- Ballon ;
- Beaufay ;
- Courcebœufs ;
- Courcemont ;
- La Guierche ;
- Joué-l'Abbé ;
- Montbizot ;
- Sainte-Jamme-sur-Sarthe ;
- Saint-Jean-d'Assé ;
- Saint-Mars-sous-Ballon ;
- Souillé ;
- Souligné-sous-Ballon ;
- Teillé.

À la suite du redécoupage des cantons pour 2015, toutes les communes sont rattachées au canton de Bonnétable.

### Anciennes communes
Les anciennes communes suivantes étaient incluses dans le canton de Ballon :
- Remy-les-Eaux, absorbée en 1806 par Souligné-sous-Ballon.
- Saint-Ouen-sous-Ballon, absorbée en 1809 par Ballon.
- Notre-Dame-de-Champs et Chevaigné, absorbée en 1809 par Saint-Jean-d'Assé.

La commune de Saint-Mars-sous-Ballon a été créée en 1835 par scission du territoire de Ballon.

## Démographie
| 1962   | 1968   | 1975   | 1982   | 1990   | 1999   | 2006   | 2011   | 2012   |
| ------ | ------ | ------ | ------ | ------ | ------ | ------ | ------ | ------ |
| 11 714 | 11 363 | 10 889 | 10 807 | 10 867 | 11 753 | 13 911 | 14 881 | 15 044 |